# Лина Алемајеху Село
Лина Алемајеху Село (амх. ሊና አለማየሁ ሰሎ, енгл. Lina Alemayehu Selo; Адама, 8. октобар 2000) етиопијска је пливачица и олимпијка чија ужа специјалност су спринтерске трке слободним стилом. Вишеструка је национална рекордерка и првакиња. На церемонији отварања Летњих олимпијских игара у Паризу 2024. заједно са атлетичарем Мисганом Вакумом носила је заставу своје земље.

## Спортска каријера
Лина је дебитовала на великим такмичењима у Хангџоу 2018. на Светском првенству у малим базенима. Годину дана касније по први пут је наступила и на светским првенствима у великим базенима пошто је у Квагџуу 2019. заузела 90. место у трци на 100 метара слободним стилом. Такмичила се и на светским првенствима у Фукуоки 2023. и Дохи 2024. године. У Дохи је учествовала у квалификационим тркама на 50 слободно (100. место) и 50 делфин (56. место).
Најбољи резултат у каријери постигла је на Афричким играма 2024. у Акри, у Гани, где је као чланица етиопијске женске штафете на 4×100 метара слободним стилом заузела 4. место. Такође је пливала и у финалима трка на 50 слободно и 50 делфин, а обе трке је окончала на осмом месту.
Дебитантски наступ на Олимпијским играма имала је у Паризу 2024, где је наступила у квалификацијама трке на 50 метара слободним стилом. Наступила је у другој квалификационој групи где је пливала у стази 5, и са временом од 31,87 секунди заузела је четврто место у својој квалификационој групи, односно укупно 68. место у конкуренцији 79 такмичарки.